# Conde de Sena
Conde de Sena é um título nobiliárquico criado por D. Carlos I de Portugal, por Decreto de 28 de Novembro de 1889, em favor de João Monteiro Pinto da Fonseca Vaz.
Titulares
1. João Monteiro Pinto da Fonseca Vaz, 1.º Conde de Sena.